# Cybaeus eremospelyngus
Espèce
Cybaeus eremospelyngus est une espèce d'araignées aranéomorphes de la famille des Cybaeidae.

## Distribution
Cette espèce est endémique de la préfecture de Niigata au Japon,. Elle se rencontre à Gosen dans la grotte Osawa-shonyudo.

## Description
La carapace du mâle holotype mesure 2,29 mm de long sur 1,57 mm et l'abdomen 2,50 mm de long sur 2,25 mm et la carapace de la femelle paratype 2,29 mm de long sur 1,47 mm et l'abdomen 2,71 mm de long sur 2,06 mm.

## Systématique et taxinomie
Cette espèce a été décrite par Matsuda, Ihara et Nakano en 2025.

## Publication originale
- Matsuda, Ihara & Nakano, 2025 : « A new species of the genus Cybaeus (Araneae: Cybaeidae) from a cave in northeastern central Honshu, Japan. » Species Diversity, vol. 30, no 1, p. 49-54 (texte intégral).